# Guntur Madu
Guntur Madu is een bestuurslaag in het regentschap Wonosobo van de provincie Midden-Java, Indonesië. Guntur Madu telt 3241 inwoners (volkstelling 2010).